# Leon (Wirginia Zachodnia)
Leon – miasto w Stanach Zjednoczonych, w stanie Wirginia Zachodnia, w hrabstwie Mason.